# Аяз бен Иль-Гази
Аяз бен Иль-Гази (ум. 1115/16) — сын Артукида Мардина Иль-Гази бен Артук.

## Биография

### Участие в кампаниях против крестоносцев
Аяз был одним из сыновей сельджукского эмира Артукида Иль-Гази бен Артук.
Согласно историку из Алеппо Камаль ад-Дину ибн аль-Адим, в 1109/10 году сельджукский султан Мухаммед Тапар позвал эмиров присоединиться к кампании против Эдессы. Командующим армии султан назначил атабека Мосула эмира Мавдуда. Иль-Гази согласился принять участие в кампании, но в следующем 1110/11 году по неизвестной причине Иль-Гази решил не присоединяться к кампании султана лично. Чтобы не накалять конфликт, он отправил в армию войска под командованием Аяза.
В 1113 году Аяз снова вместо отца присоединился к армии Мавдуда, которая переправилась через Евфрат и угрожала государствам крестоносцев. 28 июня 1113 года Аяз вместе с Мавдудом и Тугтегином принимал участие в битве у моста Саннабра (мост через Иордан южнее Тивериадского озера), где армия мусульман разгромила крестоносцев, которыми командовали король Иерусалима Балдуин, его кузен князь Галилеи Жослен и князь Антиохии Рожер Салернский. Балдуин попал в плен, но смог сбежать, поскольку его не узнали.
После убийства в 1113 году эмира Мавдуда султан назначил атабеком Мосула недруга Иль-Гази, Ак-Сункура аль-Бурсуки. В 1114/15 году султан Мухаммед вызвал Иль-Гази в армию, но он не явился, поскольку не желал подчиняться Ак-Сункуру. Тот вместе с сыном султана, Месудом (формально считавшимся командующим), отправился к Мардину, которым правил Иль-Гази, чтобы заставить его подчиниться. Иль-Гази в третий раз отправил в армию султана вместо себя сына Аяза во главе отряда из 300 всадников, что Ак-Сункур воспринял как личное оскорбление. После окончания кампании он арестовал Аяза, а затем разграбил окрестности Мардина. В ответ на такие действия Иль-Гази собрал армию: он вызвал своих племянников, Давуда из Хисн-Кайфы и Балака. Втроём со своими войсками они внезапно атаковали лагерь Ак-Сункура, воины которого бежали. Аяз, сидевший связанным на муле, воспользовался бегством стражников. Он наклонился, упал с мула и спрятался в синагоге. Одного местного курда он отправил к Иль-Гази с сообщением о своём местонахождении. Обрадованный Иль-Гази «послал десять человек, которые забрали его и вернули». Иль-Гази не только вернул своего сына, он ещё взял в плен Месуда, сына султана.

### Смерть
В 1114/15 году Иль-Гази отправился в Мардин, но был захвачен в эр-Растане эмиром Хомса Кирханом, который воспользовался беспомощным положением Иль-Гази после очередной длительной пьянки. Правитель Дамаска и союзник Иль-Гази Тугтегин потребовал его освобождения, а Кирхан обратился к султану.
Дальнейшие события и источники, и историки описывают по-разному:
- По словам Михаила Сирийца, султан велел освободить Иль-Гази, но в обмен на заложника — Аяза[17]. Освобождённый Иль-Гази отправился в Алеппо, собрал своих туркменов и вернулся, чтобы осадить Хомс и вызволить своего сына. С прибытием войска султана был заключён мир, а Аяз был освобождён[18].
- Согласно Ибн аль-Асиру, войска султана долго не подходили, и Кирхан боялся, что его люди сдадут город Тугтекину. Он предложил Иль-Гази освободить его в обмен на Аяза, которого хотел женить на своей дочери[19]. В июне 1115 года Бурсук бен Бурсук с армией султана осадил и захватил Хаму. Султан велел ему отдать город эмиру Хомса Кирхану, а тот взамен отдал Бурсуку Аяза[20]. Вскоре после передачи Аяза Бурсук захватил Кафартаб[англ.] и взял много пленников. Через некоторое время состоялась битва Бурсука с князем Антиохии Рожером. Крестоносцы победили, всех попавших в плен мусульман они перебили[21]. Мусульмане, охранявшие христиан, захваченных в Кафартабе, в ответ перебили своих пленников. Та же участь постигла Аяза: он был убит людьми, которым Бурсук велел сторожить его[22].
- Турецкий историк А. Севим в целом был согласен в версией Ибн аль-Асира, но утверждал, что Аяз находился рядом с Бурсуком во время битвы, был схвачен крестоносцами и убит[23].
- Ибн аль-Азрак коротко написал, что Аяз был убит (погиб) при жизни отца[24].
- К. Зюсхайм полагал, что Аяз умер в 1114/15 году[1].

## Семья
- Жена. После смерти Аяза вышла замуж за его брата Тимурташа и родила ему его старшего ребёнка — дочь, которая стала женой Имадеддина Занги[25].

- сын, Шихабеддин Мухаммед. Он со своими тремя сыновьями служил Тимурташу. В 1146/47 году Тимурташ победил своего двоюродного брата, Артукида Хисн-Кайфы, Кара Арслана, при Багине. По словам Ибн аль-Азрака, «победа и завоевание принадлежат Мухаммеду». После смерти в 1153/54 году Тимурташа Мухаммед с сыновьями поступил на службу к Нуреддину Махмуду.

- Жена. После смерти Аяза вышла замуж за Иналида Садуддевле Илальди, правившего в Амиде, и родила от него сына[24].

- Дочь.